# Russischer Schwarzer Terrier
Der Russische Schwarze Terrier (russisch Русский чёрный терьер, transkribiert Russki tschorny terjer) ist eine von der FCI anerkannte russische Hunderasse (FCI-Gruppe 2, Sektion 1.4, Standard Nr. 327).

## Geschichte der Rasse
In den 1940er Jahren begann der Armeezwinger „Roter Stern“ einen Hund für seine eigenen Bedürfnisse zu züchten, nach einem Zuchtprogramm, das sowjetische Kynologen entworfen hatten. Das Zuchtziel war ein großer, massiver, robuster temperamentvoller und arbeitswilliger Hund, vielseitig verwendbar, der sich sehr gut den großen klimatischen Unterschieden des großen Landes anzupassen vermochte. Man ging von Anfang an systematisch vor und paarte einen Riesenschnauzer-Rüden mit einer Airedale-Terrier-Hündin, einen Rottweiler-Rüden mit einer Riesenschnauzer-Hündin und nochmals einen Riesenschnauzer-Rüden mit einer Airedale-Terrier-Hündin. Dabei entstanden 4 Zuchtlinien. Insgesamt waren ca. 20 Rassen an der Entstehung des Schwarzen Terriers beteiligt. Inzestverpaarungen wurden vermieden.
So hatte man bald einen Hund, der sehr stabil im Charakter und Temperament, aber nicht in seinem Äußeren war.
Zu diesem Zeitpunkt waren aber auch nur Charakter und Temperament gefragt. Die Hunde bewachten beispielsweise Grenzen und wurden zum Objektschutz eingesetzt.
Am 13. Mai 1981 wurde der Schwarze Terrier als die damals jüngste russische Hunderasse anerkannt. Die Anerkennung durch die FCI erfuhr die Rasse am 22./23. Mai 1984 in Mexiko. Am 24. Januar 2012 wurde die Rasse umbenannt von Schwarzer Terrier in Russischer Schwarzer Terrier.

## Beschreibung
Der Russische Terrier ist ein derber bis zu 78 cm großer Gebrauchshund. Hündinnen sind von den größeren und kräftigeren Rüden deutlich zu unterscheiden. Er ist schwarz, auch mit grauem Stichelhaar, dazwischen hartes, dichtes, etwas welliges Rauhhaar, das natürlich ungetrimmt 5 bis 15 cm lang ist. An der oberen Lefze hat er einen rauen, bürstenähnlichen Schnurrbart, am Unterkiefer einen Bart. Die Augenbrauen sind rau und struppig. Die Ohren sind hoch angesetzt, über den Knorpeln hängend, klein und dreieckig. Die vordere Kante liegt eng am Schädel an.
Russische Terrier sind in der Regel misstrauisch gegenüber Fremden. Sie dürfen keine extreme Reizbarkeit zeigen. Sie sind ausgeglichen, zeigen aber eine schnelle, zielsichere Verteidigungsreaktion.

## Verwendung
Hunde der Rasse wurden ursprünglich als Schutz- und Wachhund gehalten, heute meist als Familienhund.